# Komet du Toit-Hartley
Komet du Toit-Hartley  (uradna oznaka je 79P/du Toit-Hartley) je periodični komet z obhodno dobo okoli 5,2 let. Komet pripada Jupitrovi družini kometov.

## Odkritje[3]
Komet je na fotografski plošči prvi opazil Daniel du Toit 9. aprila 1945 na Observatoriju Boyden v Južni Afriki. Malcolm Hartley na Observatoriju Siding Spring v Avstraliji je opazil dva kometa na plošči posneti 5. februarja 1982. Verjetno je osnovni komet razpadel na dva dela (dobila sta oznaki 1982b in 1982c ).
Sekanina trdi, da se je to zgodilo okoli leta 1976. 
Ostanki kometa so verjetno povzročili tudi meteorski roj na Marsu v letu 2007 .
Med letoma 1945 in 1982 kometa niso opazili .

## Lastnosti
Premer kometa je okoli 2,8 km .
Ob odkritju je bila ocenjena magnituda okoli 10 .